# Whiskey Ring

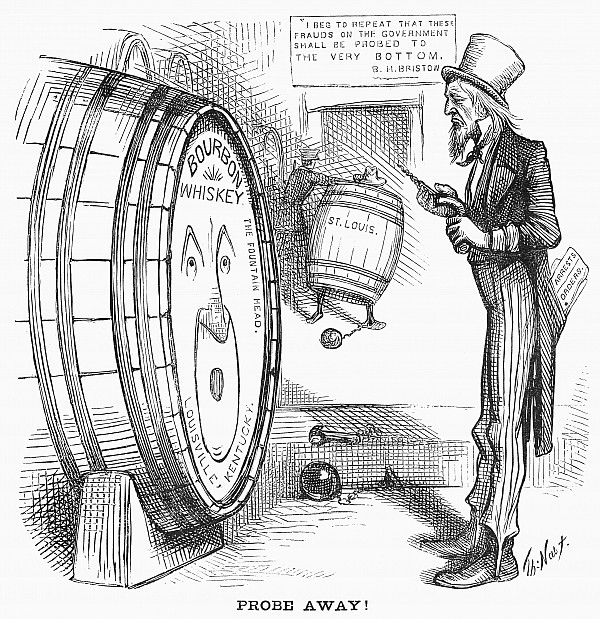
Cartoon over Whiskey Ring (1876)

De Whiskey Ring was een samenspanning tussen een groep Amerikaanse politici en whiskystokers ten tijde van de eerste regering-Grant. De Republikeinse politici werkten toen samen met de stokers uit Chicago, St. Louis en Milwaukee om op massieve schaal te frauderen met accijnzen die door de federale regering geheven werden op whiskey. In plaats van in de staatskas vloeiden deze accijnzen voornamelijk de zakken van de stokers in, die in ruil hiervoor steekpenningen betaalden aan de politici.
De Amerikaanse Minister van financiën Benjamin H. Bristow wist in 1875 een einde te maken aan de praktijken van de Ring door het inzetten van geheim agenten van buiten zijn departement. Er werden 110 man veroordeeld en ruim $3 miljoen aan belastingen teruggevorderd.
De Whiskey Ring werd door velen gezien als symptoom van corruptie in de Republikeinse regeringen die leiding gaven aan het land na de Amerikaanse Burgeroorlog. De schandalen wierpen zelfs een schaduw op de reputatie van president Grant door diens slappe houding in de verschillende zaken; toen zijn privésecretaris veroordeeld werd inzake de Whiskey Ring kreeg hij bijvoorbeeld pardon van Grant. Mede door Grant's opstelling begon een wantrouwen van de regering zich meester te maken van de bevolking en met name van de Reconstructie -- welke na Grant's tweede termijn door het compromis van 1877 ten einde kwam.